# Rubus lusaticus
Rubus lusaticus — вид квіткових рослин з родини трояндових (Rosaceae). Ареал: Східна Німеччина (Саксонія), Південно-Західна Польща, Північна Чехія.